# Apple Mountain Lake
Apple Mountain Lake è un census-designated place (CDP) degli Stati Uniti d'America, situato nello stato della Virginia, nella contea di Warren. Secondo il censimento del 2020 gli abitanti di Apple Mountain Lake ammontavano a 1400.